# Pegoscapus cabrerai
Pegoscapus cabrerai är en stekelart som först beskrevs av Blanchard 1944.  Pegoscapus cabrerai ingår i släktet Pegoscapus och familjen fikonsteklar. Inga underarter finns listade i Catalogue of Life.